# Owariola meroistyczno-politroficzna
Owariola meroistyczno-politroficzna – typ owarioli meroistycznej, w której powstają liczne i stosunkowo niewielkie zespoły cystocytów. W każdym z nich tylko jedna komórka różnicuje się w oocyt, a pozostałe rozwijają się w komórki odżywcze. Takie ugrupowanie komórek przechodząc z germarium do witelarium zostaje otoczone przez somatyczne komórki prefolikularne.
W tym typie owarioli pęcherzyki jajnikowe zbudowane są z 3 elementów:
- oocytu;
- grupy komórek odżywczych;
- nabłonka folikularnego.

Kontakt pomiędzy oocytem a trofocytami zapewniają kanały cytoplazmatyczne, tzw. mostki międzykomórkowe.